# Lista rekordów i osiągnięć na Spotify

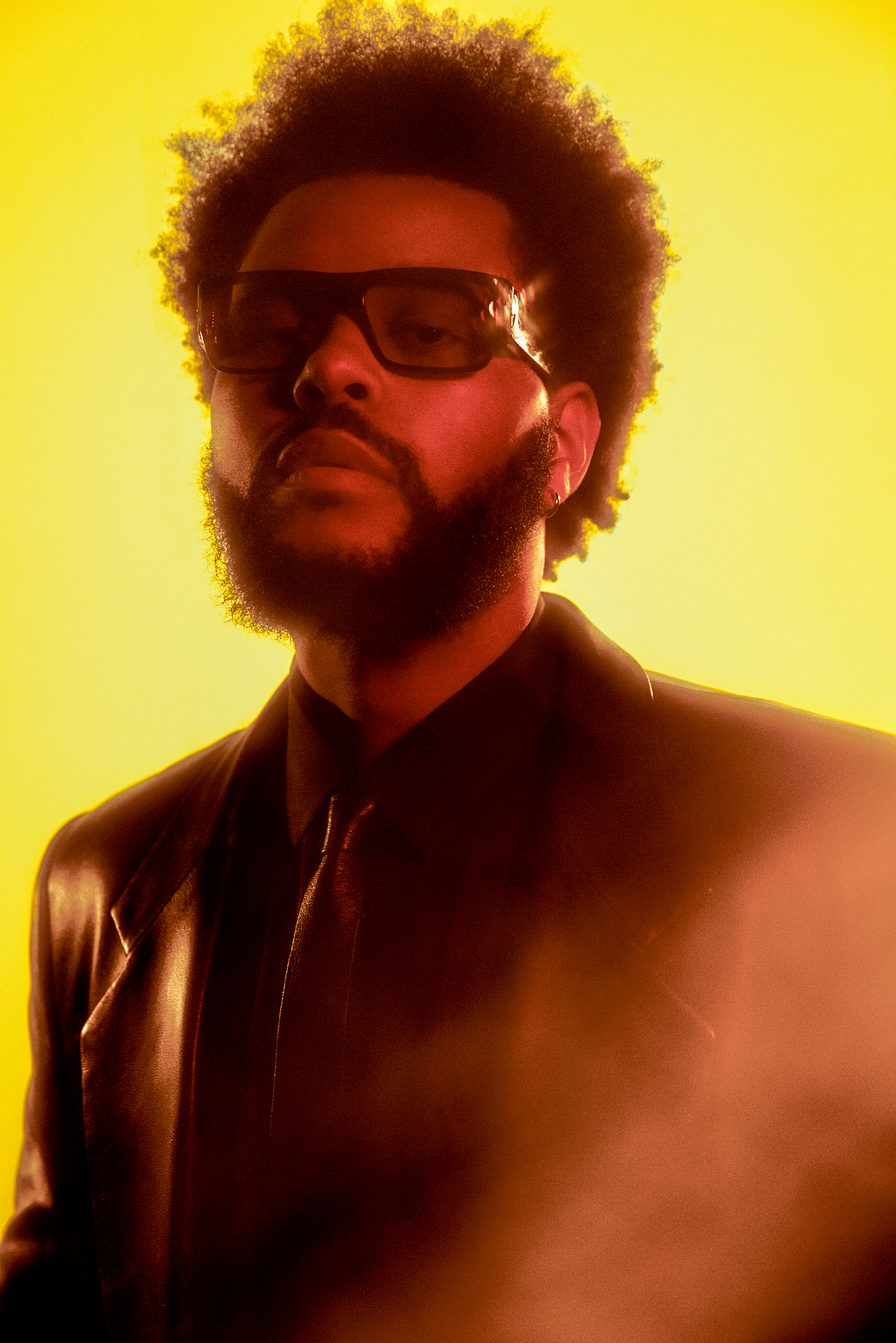
"Blinding Lights" od The Weeknda od 1 stycznia 2023 roku jest najpopularniejszym utworem w historii Spotify z ponad 4,676 miliardami streamów

Lista poniżej zawiera ranking Top 50 najpopularniejszych utworów (polskich i tych zagranicznych) w serwisie strumieniowym Spotify, cotygodniowe notowania, najpopularniejszych artystów w historii platformy oraz rekordy piosenek i albumów. Od 1 stycznia 2023 roku na szczycie rankingu znajduje się "Blinding Lights"  od The Weeknda. Album z największą ilością streamów to ÷ (Divide Deluxe) od Eda Sheerana. Najpopularniejszym utworem polskiego artysty jest "California" od White’a 2115.

## Rekordy i osiągnięcia utworów

### Top 50 utworów pod względem streamów naSpotify.
Stan na 23 maja 2024 roku.   
| Pozycja | Utwór                      | Streamy (miliardy) | Wykonawca                           | Album                                                    | Data wydania              |
| ------- | -------------------------- | ------------------ | ----------------------------------- | -------------------------------------------------------- | ------------------------- |
| 1       | „Blinding Lights”          | 4,379              | The Weeknd                          | After Hours                                              | 29 listopada 2019         |
| 2       | „Shape of You”             | 3,886              | Ed Sheeran                          | ÷                                                        | 6 stycznia 2017           |
| 3       | „Sweater Weather”          | 3,791              | The Neighbourhood                   | I love you.                                              | 22 kwietnia, 2013         |
| 4       | „Sunflower”                | 3,322              | Post Malone i Swae Lee              | Spider-Man: Into the Spider-Verse i Hollywood’s Bleeding | 18 października 2018      |
| 5       | „Starboy”                  | 3,248              | The Weeknd i Daft Punk              | Starboy                                                  | 21 września 2016          |
| 6       | „One Dance”                | 2,852              | Drake, WizKid i Kyla                | Views                                                    | 5 kwietnia 2016           |
| 7       | "STAY"                     | 2,825              | The Kid Laroi i Justin Bieber       | F*CK LOVE 3+: OVER YOU                                   | 9 lipca 2021              |
| 8       | „rockstar”                 | 2,809              | Post Malone i 21 Savage             | Beerbongs & Bentleys                                     | 15 września 2017          |
| 9       | „Dance Monkey”             | 2,804              | Tones and I                         | The Kids Are Coming i Welcome to the Madhouse            | 10 maja 2019              |
| 10      | "As It Was"                | 2,802              | Harry Styles                        | Harry’s House                                            | 31 marca 2022 roku        |
| 11      | „Believer”                 | 2,732              | Imagine Dragons                     | Evolve                                                   | 1 lutego 2017             |
| 12      | "Heat Waves"               | 2,719              | Glass Animals                       | Dreamland (+ Bonus Levels)                               | 29 czerwca 2020 roku      |
| 13      | „Perfect”                  | 2,700              | Ed Sheeran                          | ÷                                                        | 3 marca 2017              |
| 14      | „Closer”                   | 2,677              | The Chainsmokers i Halsey           | Collage                                                  | 29 lipca 2016             |
| 15      | „Señorita”                 | 2,571              | Shawn Mendes i Camila Cabello       | Shawn Mendes i Romance                                   | 21 czerwca 2019           |
| 16      | „Say You Won't Let Go”     | 2,537              | James Arthur                        | Back from the Edge                                       | 9 września 2016           |
| 17      | „lovely”                   | 2,512              | Billie Eilish, Khalid               | singiel                                                  | 19 kwietnia 2018          |
| 18      | „Sweater Weather”          | 2,486              | The Neighbourhood                   | I Love You.                                              | 28 marca 2012             |
| 19      | „Watermelon Sugar”         | 2,448              | Harry Styles                        | Fine Line                                                | 16 listopada 2019         |
| 20      | „Don’t Start Now”          | 2,405              | Dua Lipa                            | Future Nostalgia                                         | 31 października 2019      |
| 21      | „bad guy”                  | 2,385              | Billie Eilish                       | When We All Fall Asleep, Where Do We Go?                 | 29 marca 2019             |
| 22      | „Lucid Dreams”             | 2,371              | Juice Wrld                          | Goodbye & Good Riddance                                  | 4 maja 2018               |
| 23      | „Thinking Out Loud”        | 2,356              | Ed Sheeran                          | X                                                        | 20 czerwca 2014           |
| 24      | „God’s Plan”               | 2,348              | Drake                               | Scorpion                                                 | 19 stycznia 2018          |
| 25      | „Photograph”               | 2,337              | Ed Sheeran                          | X                                                        | 20 czerwca 2014           |
| 26      | „Something Just Like This” | 2,318              | The Chainsmokers i Coldplay         | Memories...Do Not Open                                   | 22 lutego 2017            |
| 27      | „Bohemian Rhapsody”        | 2,297              | Queen                               | A Night at the Opera                                     | 31 października 1975 roku |
| 28      | „Take Me to Church”        | 2,265              | Hozier                              | Hozier                                                   | 13 września 2013          |
| 29      | „Circles”                  | 2,253              | Post Malone                         | Hollywood’s Bleeding                                     | 3 września 2019 roku      |
| 30      | „Shallow”                  | 2,251              | Lady Gaga i Bradley Cooper          | Narodziny gwiazdy                                        | 27 września 2018          |
| 31      | „Love Yourself”            | 2,218              | Justin Bieber                       | Purpose                                                  | 9 listopada 2015          |
| 32      | „All of Me”                | 2,175              | John Legend                         | Love in the Future                                       | 12 sierpnia 2013          |
| 33      | "Riptide"                  | 2,164              | Vance Joy                           | Dream Your Life Away                                     | 8 września 2014           |
| 34      | „Thunder”                  | 2,162              | Imagine Dragons                     | Evolve                                                   | 27 kwietnia 2017          |
| 35      | „Counting Stars”           | 2,148              | OneRepublic                         | Native                                                   | 25 marca 2013             |
| 36      | „goosebumps”               | 2,121              | Travis Scott i Kendrick Lamar       | Birds In The Trap Sing McKnight                          | 2 września 2016           |
| 37      | „7 rings”                  | 2,116              | Ariana Grande                       | Thank U, Next                                            | 18 stycznia 2019          |
| 38      | "SAD!”                     | 2,110              | XXXTentacion                        | ?                                                        | 1 marca 2018              |
| 39      | "Can’t Hold Us"            | 2,099              | Macklemore & Ryan Lewis, Ray Dalton | The Heist                                                | 16 sierpnia 2011          |
| 40      | „Stressed Out”             | 2,096              | Twenty One Pilots                   | Blurryface                                               | 28 kwietnia 2015          |
| 41      | "Wake Me Up"               | 2,084              | Avicii i Aloe Blacc                 | True                                                     | 17 czerwca 2013           |
| 42      | "The Hills"                | 2,062              | The Weeknd                          | Beauty Behind The Madness                                | 28 sierpnia 2015          |
| 43      | „Jocelyn Flores”           | 2,052              | XXXTentacion                        | 17                                                       | 25 sierpnia 2017          |
| 44      | „Let Her Go”               | 2,037              | Passenger                           | All the Little Litghts                                   | 24 lutego 2012            |
| 45      | "Another Love"             | 2,028              | Tom Odell                           | Long Way Down                                            | 24 czerwca 2013           |
| 46      | „HUMBLE.”                  | 2,018              | Kendrick Lamar                      | Damn                                                     | 30 marca 2017             |
| 47      | "One Kiss"                 | 1,990              | Calvin Harris i Dua Lipa            | singiel                                                  | 6 kwietnia 2018           |
| 48      | „XO Tour LIif3”            | 1,987              | Lil Uzi Vert                        | Luv Is Rage 2                                            | 24 marca 2017             |
| 49      | „Good 4 U”                 | 1,985              | Olivia Rodrigo                      | Sour                                                     | 14 maja 2021              |
| 50      | „Demons”                   | 1,976              | Imagine Dragons                     | Night Visons                                             | 4 września 2012           |

#### Artyści z największą liczbą utworów powyżej miliarda streamów.

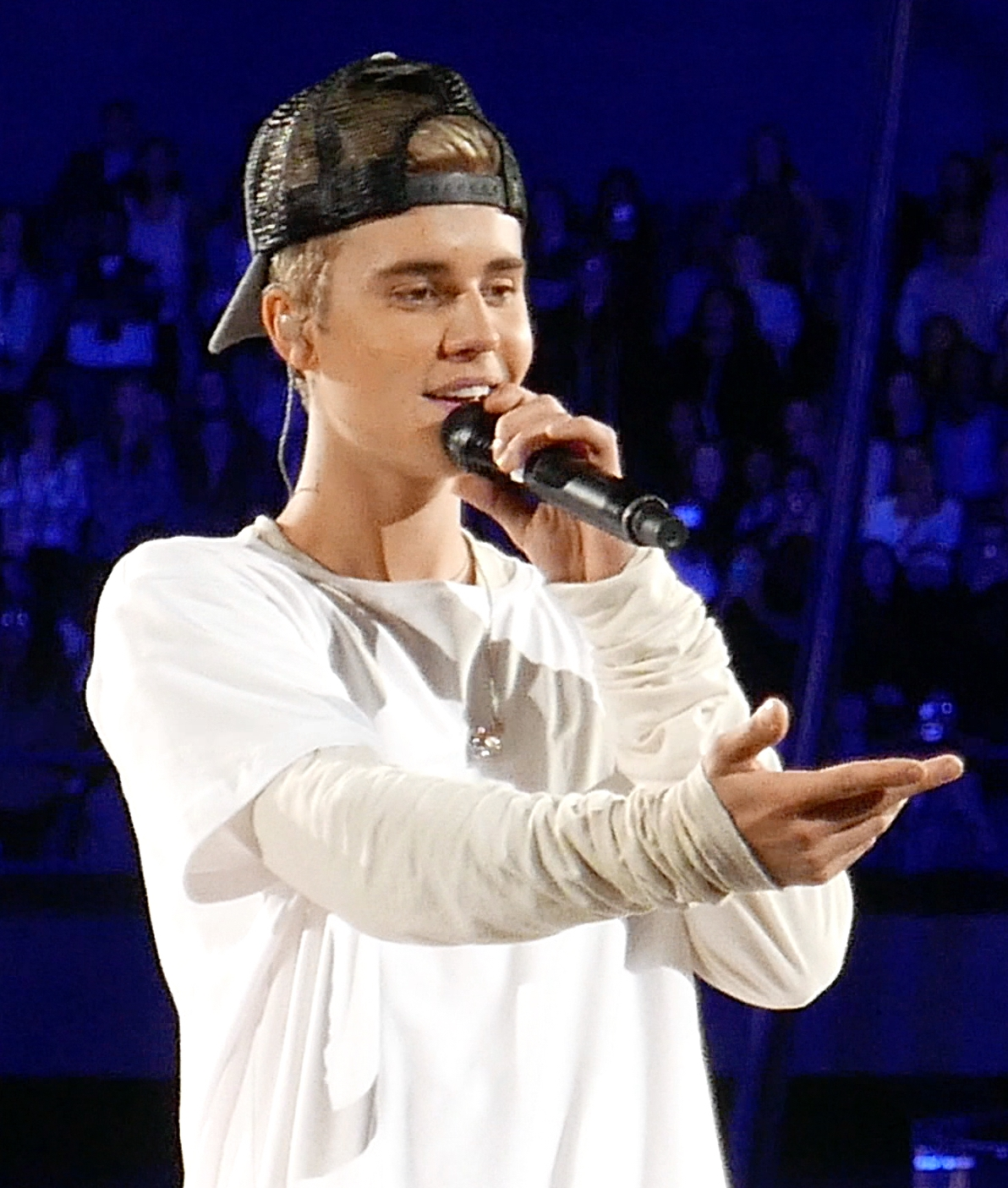
Justin Bieber jest rekordzistą 12 piosenek z ponad 1 miliardem streamów.

| Pozycja | Artysta                        | Liczba piosenek | Źródło |
| ------- | ------------------------------ | --------------- | ------ |
| 1       | Justin Bieber                  | 12              | [ 43 ] |
| 1       | Eminem                         | 12              |        |
| 2       | Ed Sheeran                     | 11              | [ 44 ] |
| 3       | Drake                          | 10              | [ 45 ] |
| 3       | XXXTentacion                   | 10              | [ 46 ] |
| 3       | The Weeknd                     | 10              | [ 47 ] |
| 4       | Ariana Grande                  | 9               | [ 48 ] |
| 4       | Post Malone                    | 9               | [ 49 ] |
| 5       | Dua Lipa                       | 8               | [ 50 ] |
| 6       | Taylor Swift                   | 7               | [ 51 ] |
| 6       | Queen                          | 7               | [ 52 ] |
| 6       | Rihanna                        | 7               |        |
| 6       | Khalid                         | 7               | [ 53 ] |
| 7       | Adele                          | 6               | [ 54 ] |
| 7       | Red Hot Chili Peppers          | 6               |        |
| 7       | Bad Bunny                      | 6               |        |
| 7       | Bruno Mars                     | 6               | [ 55 ] |
| 8       | Imagine Dragons Arctic Monkeys | 5               | [ 56 ] |
| 9       | Lady Gaga                      | 4               | [ 57 ] |
| 9       | Nicki Minaj                    | 4               |        |
| 9       | Sam Smith                      | 4               |        |
| 9       | Selena Gomez                   | 4               | [ 58 ] |
| 9       | Olivia Rodrigo                 | 4               |        |
| 9       | Shawn Mendes                   | 4               | [ 59 ] |
| 9       | Cardi B                        | 4               | [ 60 ] |
| 9       | AC/DC                          | 4               |        |
| 9       | Sia                            | 4               | [ 61 ] |
| 9       | Harry Styles                   | 4               | [ 62 ] |
| 9       | Coldplay                       | 4               | [ 63 ] |
| 9       | Marshmello                     | 4               | [ 64 ] |
| 9       | Travis Scott                   | 4               | [ 65 ] |
| 10      | Doja Cat                       | 3               | [ 66 ] |
| 10      | Halsey                         | 3               | [ 67 ] |
| 10      | Lil Nas X                      | 3               | [ 68 ] |
| 10      | The Chainsmokers               | 3               | [ 69 ] |
| 10      | Twenty One Pilots              | 3               | [ 70 ] |
| 10      | Charlie Puth                   | 3               | [ 71 ] |
| 10      | Major Lazer                    | 3               | [ 72 ] |
| 10      | DJ Snake                       | 3               | [ 73 ] |
| 10      | Calvin Harris                  | 3               | [ 74 ] |
| 10      | Bebe Rexha                     | 3               | [ 75 ] |
| 10      | Avicii                         | 3               | [ 76 ] |
| 10      | Clean Bandit                   | 3               | [ 77 ] |
| 10      | Zayn                           | 3               | [ 78 ] |
| 10      | Anne-Marie                     | 3               | [ 79 ] |
| 10      | Juice WRLD                     | 3               |        |
| 10      | BTS                            | 3               |        |

### Utwory numer jeden na świecie.
Na podstawie cotygodniowego notowania najczęściej odtwarzanych piosenek. Okres przed 29 września 2013 roku jest niedostępny do zweryfikowania.

#### 2013
| Data            | Wykonawca        | Utwór           | Źródło |
| --------------- | ---------------- | --------------- | ------ |
| 29 września     | Miley Cyrus      | "Wrecking Ball" | [ 82 ] |
| 6 października  | Miley Cyrus      | "Wrecking Ball" | [ 82 ] |
| 13 października | Miley Cyrus      | "Wrecking Ball" | [ 82 ] |
| 20 października | Miley Cyrus      | "Wrecking Ball" | [ 82 ] |
| 27 października | Miley Cyrus      | "Wrecking Ball" | [ 82 ] |
| 3 listopada     | Lorde            | "Royals"        | [ 83 ] |
| 10 listopada    | Eminem i Rihanna | "The Monster"   | [ 84 ] |
| 17 listopada    | Eminem i Rihanna | "The Monster"   | [ 84 ] |
| 24 listopada    | Eminem i Rihanna | "The Monster"   | [ 84 ] |
| 1 grudnia       | Eminem i Rihanna | "The Monster"   | [ 84 ] |
| 8 grudnia       | Eminem i Rihanna | "The Monster"   | [ 84 ] |
| 15 grudnia      | Eminem i Rihanna | "The Monster"   | [ 84 ] |
| 22 grudnia      | Eminem i Rihanna | "The Monster"   | [ 84 ] |
| 29 grudnia      | Eminem i Rihanna | "The Monster"   | [ 84 ] |

#### 2014
| Data            | Wykonawca                   | Utwór                 | Źródło |
| --------------- | --------------------------- | --------------------- | ------ |
| 5 stycznia      | Pitbull i Kesha             | "Timber"              | [ 85 ] |
| 12 stycznia     | Pitbull i Kesha             | "Timber"              | [ 85 ] |
| 19 stycznia     | Pitbull i Kesha             | "Timber"              | [ 85 ] |
| 26 stycznia     | Pitbull i Kesha             | "Timber"              | [ 85 ] |
| 2 lutego        | Pitbull i Kesha             | "Timber"              | [ 85 ] |
| 9 lutego        | Pitbull i Kesha             | "Timber"              | [ 85 ] |
| 16 lutego       | Katy Perry i Juicy J        | "Dark Horse"          | [ 86 ] |
| 23 lutego       | Katy Perry i Juicy J        | "Dark Horse"          | [ 86 ] |
| 2 marca         | Katy Perry i Juicy J        | "Dark Horse"          | [ 86 ] |
| 9 marca         | Katy Perry i Juicy J        | "Dark Horse"          | [ 86 ] |
| 16 marca        | Katy Perry i Juicy J        | "Dark Horse"          | [ 86 ] |
| 23 marca        | Clean Bandit i Jess Glynne  | "Rather Be"           | [ 87 ] |
| 30 marca        | Clean Bandit i Jess Glynne  | "Rather Be"           | [ 87 ] |
| 6 kwietnia      | Clean Bandit i Jess Glynne  | "Rather Be"           | [ 87 ] |
| 13 kwietnia     | Clean Bandit i Jess Glynne  | "Rather Be"           | [ 87 ] |
| 20 kwietnia     | Clean Bandit i Jess Glynne  | "Rather Be"           | [ 87 ] |
| 27 kwietnia     | Clean Bandit i Jess Glynne  | "Rather Be"           | [ 87 ] |
| 4 maja          | Clean Bandit i Jess Glynne  | "Rather Be"           | [ 87 ] |
| 11 maja         | Calvin Harris               | "Summer"              | [ 88 ] |
| 18 maja         | Calvin Harris               | "Summer"              | [ 88 ] |
| 25 maja         | Calvin Harris               | "Summer"              | [ 88 ] |
| 1 czerwca       | Calvin Harris               | "Summer"              | [ 88 ] |
| 8 czerwca       | Calvin Harris               | "Summer"              | [ 88 ] |
| 15 czerwca      | Calvin Harris               | "Summer"              | [ 88 ] |
| 22 czerwca      | Calvin Harris               | "Summer"              | [ 88 ] |
| 29 czerwca      | Calvin Harris               | "Summer"              | [ 88 ] |
| 6 lipca         | Calvin Harris               | "Summer"              | [ 88 ] |
| 13 lipca        | Calvin Harris               | "Summer"              | [ 88 ] |
| 20 lipca        | Magic!                      | "Rude"                | [ 89 ] |
| 27 lipca        | Magic!                      | "Rude"                | [ 89 ] |
| 3 sierpnia      | Magic!                      | "Rude"                | [ 89 ] |
| 10 sierpnia     | Magic!                      | "Rude"                | [ 89 ] |
| 17 sierpnia     | Magic!                      | "Rude"                | [ 89 ] |
| 24 sierpnia     | Magic!                      | "Rude"                | [ 89 ] |
| 31 sierpnia     | Magic!                      | "Rude"                | [ 89 ] |
| 7 września      | Magic!                      | "Rude"                | [ 89 ] |
| 14 września     | Calvin Harris i John Newman | "Blame"               | [ 90 ] |
| 21 września     | Calvin Harris i John Newman | "Blame"               | [ 90 ] |
| 28 września     | Calvin Harris i John Newman | "Blame"               | [ 90 ] |
| 5 października  | Calvin Harris i John Newman | "Blame"               | [ 90 ] |
| 12 października | Taylor Swift                | "Shake It Off"        | [ 91 ] |
| 19 października | Taylor Swift                | "Shake It Off"        | [ 91 ] |
| 26 października | Taylor Swift                | "Shake It Off"        | [ 91 ] |
| 2 listopada     | Taylor Swift                | "Shake It Off"        | [ 91 ] |
| 9 listopada     | Calvin Harris i John Newman | "Blame"               | [ 90 ] |
| 16 listopada    | Calvin Harris i John Newman | "Blame"               | [ 90 ] |
| 23 listopada    | Ed Sheeran                  | "Thinking Out Loud" † | [ 92 ] |
| 30 listopada    | Ed Sheeran                  | "Thinking Out Loud" † | [ 92 ] |
| 7 grudnia       | Hozier                      | "Take Me to Church"   | [ 93 ] |
| 14 grudnia      | Hozier                      | "Take Me to Church"   | [ 93 ] |
| 21 grudnia      | Hozier                      | "Take Me to Church"   | [ 93 ] |
| 28 grudnia      | Hozier                      | "Take Me to Church"   | [ 93 ] |

#### 2015
| Data            | Wykonawca                            | Utwór                | Źródło  |
| --------------- | ------------------------------------ | -------------------- | ------- |
| 4 stycznia      | Hozier                               | "Take Me to Church"  | [ 93 ]  |
| 11 stycznia     | Mark Ronson i Bruno Mars             | "Uptown Funk"        | [ 94 ]  |
| 18 stycznia     | Mark Ronson i Bruno Mars             | "Uptown Funk"        | [ 94 ]  |
| 25 stycznia     | Mark Ronson i Bruno Mars             | "Uptown Funk"        | [ 94 ]  |
| 1 lutego        | Mark Ronson i Bruno Mars             | "Uptown Funk"        | [ 94 ]  |
| 8 lutego        | Mark Ronson i Bruno Mars             | "Uptown Funk"        | [ 94 ]  |
| 15 lutego       | Mark Ronson i Bruno Mars             | "Uptown Funk"        | [ 94 ]  |
| 22 lutego       | Mark Ronson i Bruno Mars             | "Uptown Funk"        | [ 94 ]  |
| 1 marca         | Mark Ronson i Bruno Mars             | "Uptown Funk"        | [ 94 ]  |
| 8 marca         | Rihanna, Kanye West i Paul McCartney | "FourFiveSeconds"    | [ 95 ]  |
| 15 marca        | Rihanna, Kanye West i Paul McCartney | "FourFiveSeconds"    | [ 95 ]  |
| 22 marca        | Rihanna, Kanye West i Paul McCartney | "FourFiveSeconds"    | [ 95 ]  |
| 30 kwietnia     | Wiz Khalifa i Charlie Puth           | "See You Again"      | [ 96 ]  |
| 7 maja          | Wiz Khalifa i Charlie Puth           | "See You Again"      | [ 96 ]  |
| 14 maja         | Wiz Khalifa i Charlie Puth           | "See You Again"      | [ 96 ]  |
| 21 maja         | Wiz Khalifa i Charlie Puth           | "See You Again"      | [ 96 ]  |
| 28 maja         | Wiz Khalifa i Charlie Puth           | "See You Again"      | [ 96 ]  |
| 4 czerwca       | Major Lazer, DJ Snake i MØ           | "Lean On" †          | [ 97 ]  |
| 11 czerwca      | Major Lazer, DJ Snake i MØ           | "Lean On" †          | [ 97 ]  |
| 18 czerwca      | Wiz Khalifa i Charlie Puth           | "See You Again"      | [ 96 ]  |
| 25 czerwca      | Major Lazer, DJ Snake i MØ           | "Lean On" †          | [ 97 ]  |
| 2 lipca         | Major Lazer, DJ Snake i MØ           | "Lean On" †          | [ 97 ]  |
| 9 lipca         | Major Lazer, DJ Snake i MØ           | "Lean On" †          | [ 97 ]  |
| 16 lipca        | Major Lazer, DJ Snake i MØ           | "Lean On" †          | [ 97 ]  |
| 23 lipca        | Major Lazer, DJ Snake i MØ           | "Lean On" †          | [ 97 ]  |
| 30 lipca        | Major Lazer, DJ Snake i MØ           | "Lean On" †          | [ 97 ]  |
| 6 sierpnia      | One Direction                        | "Drag Me Down"       | [ 98 ]  |
| 13 sierpnia     | Major Lazer, DJ Snake i MØ           | "Lean On" †          | [ 97 ]  |
| 20 sierpnia     | Major Lazer, DJ Snake i MØ           | "Lean On" †          | [ 97 ]  |
| 27 sierpnia     | The Weeknd                           | "Can’t Feel My Face" | [ 99 ]  |
| 3 września      | Justin Bieber                        | "What Do You Mean?"  | [ 100 ] |
| 10 września     | Justin Bieber                        | "What Do You Mean?"  | [ 100 ] |
| 17 września     | Justin Bieber                        | "What Do You Mean?"  | [ 100 ] |
| 24 września     | Justin Bieber                        | "What Do You Mean?"  | [ 100 ] |
| 1 października  | Justin Bieber                        | "What Do You Mean?"  | [ 100 ] |
| 8 października  | Justin Bieber                        | "What Do You Mean?"  | [ 100 ] |
| 15 października | Justin Bieber                        | "What Do You Mean?"  | [ 100 ] |
| 22 października | Justin Bieber                        | "What Do You Mean?"  | [ 100 ] |
| 29 października | Adele                                | "Hello"              | [ 101 ] |
| 5 listopada     | Adele                                | "Hello"              | [ 101 ] |
| 12 listopada    | Adele                                | "Hello"              | [ 101 ] |
| 19 listopada    | Justin Bieber                        | "Sorry"              | [ 102 ] |
| 26 listopada    | Justin Bieber                        | "Sorry"              | [ 102 ] |
| 3 grudnia       | Justin Bieber                        | "Sorry"              | [ 102 ] |
| 10 grudnia      | Justin Bieber                        | "Sorry"              | [ 102 ] |
| 17 grudnia      | Justin Bieber                        | "Sorry"              | [ 102 ] |
| 24 grudnia      | Justin Bieber                        | "Sorry"              | [ 102 ] |
| 31 grudnia      | Justin Bieber                        | "Sorry"              | [ 102 ] |

#### 2016
| Data            | Wykonawca                       | Utwór           | Źródło  |
| --------------- | ------------------------------- | --------------- | ------- |
| 7 stycznia      | Justin Bieber                   | "Sorry"         | [ 102 ] |
| 14 stycznia     | Justin Bieber                   | "Love Yourself" | [ 103 ] |
| 21 stycznia     | Justin Bieber                   | "Love Yourself" | [ 103 ] |
| 28 stycznia     | Justin Bieber                   | "Love Yourself" | [ 103 ] |
| 4 lutego        | ZAYN                            | "PILLOWTALK"    | [ 104 ] |
| 11 lutego       | ZAYN                            | "PILLOWTALK"    | [ 104 ] |
| 18 lutego       | Rihanna i Drake                 | "Work"          | [ 105 ] |
| 25 lutego       | Rihanna i Drake                 | "Work"          | [ 105 ] |
| 3 marca         | Rihanna i Drake                 | "Work"          | [ 105 ] |
| 10 marca        | Rihanna i Drake                 | "Work"          | [ 105 ] |
| 17 marca        | Rihanna i Drake                 | "Work"          | [ 105 ] |
| 24 marca        | Rihanna i Drake                 | "Work"          | [ 105 ] |
| 31 marca        | Rihanna i Drake                 | "Work"          | [ 105 ] |
| 7 kwietnia      | Rihanna i Drake                 | "Work"          | [ 105 ] |
| 14 kwietnia     | Rihanna i Drake                 | "Work"          | [ 105 ] |
| 21 kwietnia     | Drake                           | "One Dance" †   | [ 106 ] |
| 28 kwietnia     | Drake                           | "One Dance" †   | [ 106 ] |
| 5 maja          | Drake                           | "One Dance" †   | [ 106 ] |
| 12 maja         | Drake                           | "One Dance" †   | [ 106 ] |
| 19 maja         | Drake                           | "One Dance" †   | [ 106 ] |
| 26 maja         | Drake                           | "One Dance" †   | [ 106 ] |
| 2 czerwca       | Drake                           | "One Dance" †   | [ 106 ] |
| 9 czerwca       | Drake                           | "One Dance" †   | [ 106 ] |
| 16 czerwca      | Drake                           | "One Dance" †   | [ 106 ] |
| 23 czerwca      | Drake                           | "One Dance" †   | [ 106 ] |
| 30 czerwca      | Drake                           | "One Dance" †   | [ 106 ] |
| 7 lipca         | Drake                           | "One Dance" †   | [ 106 ] |
| 14 lipca        | Drake                           | "One Dance" †   | [ 106 ] |
| 21 lipca        | Drake                           | "One Dance" †   | [ 106 ] |
| 28 lipca        | Major Lazer, Justin Bieber i MØ | "Cold Water"    | [ 107 ] |
| 4 sierpnia      | Major Lazer, Justin Bieber i MØ | "Cold Water"    | [ 107 ] |
| 11 sierpnia     | Major Lazer, Justin Bieber i MØ | "Cold Water"    | [ 107 ] |
| 18 sierpnia     | Major Lazer, Justin Bieber i MØ | "Cold Water"    | [ 107 ] |
| 25 sierpnia     | Major Lazer, Justin Bieber i MØ | "Cold Water"    | [ 107 ] |
| 1 września      | The Chainsmokers i Halsey       | "Closer"        | [ 108 ] |
| 8 września      | The Chainsmokers i Halsey       | "Closer"        | [ 108 ] |
| 15 września     | The Chainsmokers i Halsey       | "Closer"        | [ 108 ] |
| 22 września     | The Chainsmokers i Halsey       | "Closer"        | [ 108 ] |
| 29 września     | The Chainsmokers i Halsey       | "Closer"        | [ 108 ] |
| 6 października  | The Chainsmokers i Halsey       | "Closer"        | [ 108 ] |
| 13 października | The Chainsmokers i Halsey       | "Closer"        | [ 108 ] |
| 20 października | The Chainsmokers i Halsey       | "Closer"        | [ 108 ] |
| 27 października | The Chainsmokers i Halsey       | "Closer"        | [ 108 ] |
| 3 listopada     | The Chainsmokers i Halsey       | "Closer"        | [ 108 ] |
| 10 listopada    | The Chainsmokers i Halsey       | "Closer"        | [ 108 ] |
| 17 listopada    | Rae Sremmurd i Gucci Mane       | "Black Beatles" | [ 109 ] |
| 24 listopada    | Rae Sremmurd i Gucci Mane       | "Black Beatles" | [ 109 ] |
| 1 grudnia       | The Weeknd i Daft Punk          | "Starboy"       | [ 110 ] |
| 8 grudnia       | The Weeknd i Daft Punk          | "Starboy"       | [ 110 ] |
| 15 grudnia      | The Weeknd i Daft Punk          | "Starboy"       | [ 110 ] |
| 22 grudnia      | The Weeknd i Daft Punk          | "Starboy"       | [ 110 ] |
| 29 grudnia      | The Weeknd i Daft Punk          | "Starboy"       | [ 110 ] |

#### 2017
| Data            | Wykonawca                                | Utwór                      | Źródło  |
| --------------- | ---------------------------------------- | -------------------------- | ------- |
| 5 stycznia      | The Weeknd i Daft Punk                   | "Starboy"                  | [ 110 ] |
| 12 stycznia     | Ed Sheeran                               | "Shape of You" †           | [ 111 ] |
| 19 stycznia     | Ed Sheeran                               | "Shape of You" †           | [ 111 ] |
| 26 stycznia     | Ed Sheeran                               | "Shape of You" †           | [ 111 ] |
| 2 lutego        | Ed Sheeran                               | "Shape of You" †           | [ 111 ] |
| 9 lutego        | Ed Sheeran                               | "Shape of You" †           | [ 111 ] |
| 16 lutego       | Ed Sheeran                               | "Shape of You" †           | [ 111 ] |
| 23 lutego       | Ed Sheeran                               | "Shape of You" †           | [ 111 ] |
| 2 marca         | Ed Sheeran                               | "Shape of You" †           | [ 111 ] |
| 9 marca         | Ed Sheeran                               | "Shape of You" †           | [ 111 ] |
| 16 marca        | Ed Sheeran                               | "Shape of You" †           | [ 111 ] |
| 23 marca        | Ed Sheeran                               | "Shape of You" †           | [ 111 ] |
| 30 marca        | Ed Sheeran                               | "Shape of You" †           | [ 111 ] |
| 6 kwietnia      | Ed Sheeran                               | "Shape of You" †           | [ 111 ] |
| 13 kwietnia     | Ed Sheeran                               | "Shape of You" †           | [ 111 ] |
| 20 kwietnia     | Kendrick Lamar                           | "HUMBLE."                  | [ 112 ] |
| 27 kwietnia     | Luis Fonsi, Daddy Yankee i Justin Bieber | "Despacito – Remix"        | [ 113 ] |
| 4 maja          | Luis Fonsi, Daddy Yankee i Justin Bieber | "Despacito – Remix"        | [ 113 ] |
| 11 maja         | Luis Fonsi, Daddy Yankee i Justin Bieber | "Despacito – Remix"        | [ 113 ] |
| 18 maja         | Luis Fonsi, Daddy Yankee i Justin Bieber | "Despacito – Remix"        | [ 113 ] |
| 25 maja         | Luis Fonsi, Daddy Yankee i Justin Bieber | "Despacito – Remix"        | [ 113 ] |
| 1 czerwca       | Luis Fonsi, Daddy Yankee i Justin Bieber | "Despacito – Remix"        | [ 113 ] |
| 8 czerwca       | Luis Fonsi, Daddy Yankee i Justin Bieber | "Despacito – Remix"        | [ 113 ] |
| 15 czerwca      | Luis Fonsi, Daddy Yankee i Justin Bieber | "Despacito – Remix"        | [ 113 ] |
| 22 czerwca      | Luis Fonsi, Daddy Yankee i Justin Bieber | "Despacito – Remix"        | [ 113 ] |
| 29 czerwca      | Luis Fonsi, Daddy Yankee i Justin Bieber | "Despacito – Remix"        | [ 113 ] |
| 6 lipca         | Luis Fonsi, Daddy Yankee i Justin Bieber | "Despacito – Remix"        | [ 113 ] |
| 13 lipca        | Luis Fonsi, Daddy Yankee i Justin Bieber | "Despacito – Remix"        | [ 113 ] |
| 20 lipca        | Luis Fonsi, Daddy Yankee i Justin Bieber | "Despacito – Remix"        | [ 113 ] |
| 27 lipca        | Luis Fonsi, Daddy Yankee i Justin Bieber | "Despacito – Remix"        | [ 113 ] |
| 3 sierpnia      | J Balvin i Willy William                 | "Mi Gente"                 | [ 114 ] |
| 10 sierpnia     | J Balvin i Willy William                 | "Mi Gente"                 | [ 114 ] |
| 17 sierpnia     | J Balvin i Willy William                 | "Mi Gente"                 | [ 114 ] |
| 24 sierpnia     | J Balvin i Willy William                 | "Mi Gente"                 | [ 114 ] |
| 31 sierpnia     | Taylor Swift                             | "Look What You Made Me Do" | [ 115 ] |
| 7 września      | Taylor Swift                             | "Look What You Made Me Do" | [ 115 ] |
| 14 września     | Sam Smith                                | "Too Good at Goodbyes"     | [ 116 ] |
| 21 września     | Post Malone i 21 Savage                  | "rockstar"                 | [ 117 ] |
| 28 września     | Post Malone i 21 Savage                  | "rockstar"                 | [ 117 ] |
| 5 października  | Post Malone i 21 Savage                  | "rockstar"                 | [ 117 ] |
| 12 października | Post Malone i 21 Savage                  | "rockstar"                 | [ 117 ] |
| 19 października | Post Malone i 21 Savage                  | "rockstar"                 | [ 117 ] |
| 26 października | Post Malone i 21 Savage                  | "rockstar"                 | [ 117 ] |
| 2 listopada     | Post Malone i 21 Savage                  | "rockstar"                 | [ 117 ] |
| 9 listopada     | Post Malone i 21 Savage                  | "rockstar"                 | [ 117 ] |
| 16 listopada    | Post Malone i 21 Savage                  | "rockstar"                 | [ 117 ] |
| 23 listopada    | Post Malone i 21 Savage                  | "rockstar"                 | [ 117 ] |
| 30 listopada    | Post Malone i 21 Savage                  | "rockstar"                 | [ 117 ] |
| 7 grudnia       | Post Malone i 21 Savage                  | "rockstar"                 | [ 117 ] |
| 14 grudnia      | Post Malone i 21 Savage                  | "rockstar"                 | [ 117 ] |
| 21 grudnia      | Post Malone i 21 Savage                  | "rockstar"                 | [ 117 ] |
| 28 grudnia      | Post Malone i 21 Savage                  | "rockstar"                 | [ 117 ] |

#### 2018
| Data            | Wykonawca                               | Utwór                             | Źródło  |
| --------------- | --------------------------------------- | --------------------------------- | ------- |
| 4 stycznia      | Post Malone i 21 Savage                 | "rockstar"                        | [ 117 ] |
| 11 stycznia     | Post Malone i 21 Savage                 | "rockstar"                        | [ 117 ] |
| 18 stycznia     | Camila Cabello i Young Thug             | "Havana"                          | [ 118 ] |
| 25 stycznia     | Drake                                   | "God’s Plan"†                     | [ 119 ] |
| 1 lutego        | Drake                                   | "God’s Plan"†                     | [ 119 ] |
| 8 lutego        | Drake                                   | "God’s Plan"†                     | [ 119 ] |
| 15 lutego       | Drake                                   | "God’s Plan"†                     | [ 119 ] |
| 22 lutego       | Drake                                   | "God’s Plan"†                     | [ 119 ] |
| 1 marca         | Drake                                   | "God’s Plan"†                     | [ 119 ] |
| 8 marca         | Drake                                   | "God’s Plan"†                     | [ 119 ] |
| 15 marca        | Drake                                   | "God’s Plan"†                     | [ 119 ] |
| 22 marca        | Drake                                   | "God’s Plan"†                     | [ 119 ] |
| 29 marca        | Drake                                   | "God’s Plan"†                     | [ 119 ] |
| 5 kwietnia      | The Weeknd                              | "Call Out My Name"                | [ 120 ] |
| 12 kwietnia     | Drake                                   | "God’s Plan"†                     | [ 119 ] |
| 19 kwietnia     | Drake                                   | "Nice For What"                   | [ 121 ] |
| 26 kwietnia     | Drake                                   | "Nice For What"                   | [ 121 ] |
| 3 maja          | Post Malone                             | "Better Now"                      | [ 122 ] |
| 10 maja         | Post Malone                             | "Better Now"                      | [ 122 ] |
| 17 maja         | Childish Gambino                        | "This Is America"                 | [ 123 ] |
| 24 maja         | Post Malone                             | "Better Now"                      | [ 122 ] |
| 31 maja         | Post Malone                             | "Better Now"                      | [ 122 ] |
| 7 czerwca       | Post Malone                             | "Better Now"                      | [ 122 ] |
| 14 czerwca      | Post Malone                             | "Better Now"                      | [ 122 ] |
| 21 czerwca      | XXXTentacion                            | "SAD!"                            | [ 124 ] |
| 28 czerwca      | XXXTentacion                            | "SAD!"                            | [ 124 ] |
| 5 lipca         | Drake                                   | "Nonstop"                         | [ 125 ] |
| 12 lipca        | Drake                                   | "In My Feelings"                  | [ 126 ] |
| 19 lipca        | Drake                                   | "In My Feelings"                  | [ 126 ] |
| 26 lipca        | Drake                                   | "In My Feelings"                  | [ 126 ] |
| 2 sierpnia      | Drake                                   | "In My Feelings"                  | [ 126 ] |
| 9 sierpnia      | Drake                                   | "In My Feelings"                  | [ 126 ] |
| 16 sierpnia     | Drake                                   | "In My Feelings"                  | [ 126 ] |
| 23 sierpnia     | Drake                                   | "In My Feelings"                  | [ 126 ] |
| 30 sierpnia     | Drake                                   | "In My Feelings"                  | [ 126 ] |
| 6 września      | Eminem i Joyner Lucas                   | "Lucky You"                       | [ 127 ] |
| 13 września     | Kanye West i Lil Pump                   | "I Love It"                       | [ 128 ] |
| 20 września     | Kanye West i Lil Pump                   | "I Love It"                       | [ 128 ] |
| 27 września     | Kanye West i Lil Pump                   | "I Love It"                       | [ 128 ] |
| 4 października  | DJ Snake, Selena Gomez, Ozuna i Cardi B | "Taki Taki"                       | [ 129 ] |
| 11 października | DJ Snake, Selena Gomez, Ozuna i Cardi B | "Taki Taki"                       | [ 129 ] |
| 18 października | Bad Bunny i Drake                       | "MIA"                             | [ 130 ] |
| 25 października | DJ Snake, Selena Gomez, Ozuna i Cardi B | "Taki Taki"                       | [ 129 ] |
| 1 listopada     | DJ Snake, Selena Gomez, Ozuna i Cardi B | "Taki Taki"                       | [ 129 ] |
| 8 listopada     | Ariana Grande                           | "thank u, next"                   | [ 131 ] |
| 15 listopada    | Ariana Grande                           | "thank u, next"                   | [ 131 ] |
| 22 listopada    | Ariana Grande                           | "thank u, next"                   | [ 131 ] |
| 29 listopada    | Ariana Grande                           | "thank u, next"                   | [ 131 ] |
| 6 grudnia       | Ariana Grande                           | "thank u, next"                   | [ 131 ] |
| 13 grudnia      | Ariana Grande                           | "thank u, next"                   | [ 131 ] |
| 20 grudnia      | Ariana Grande                           | "thank u, next"                   | [ 131 ] |
| 27 grudnia      | Mariah Carey                            | "All I Want for Christmas Is You" | [ 132 ] |

#### 2019
| Data            | Wykonawca                    | Utwór                 | Źródło  |
| --------------- | ---------------------------- | --------------------- | ------- |
| 3 stycznia      | Ariana Grande                | "thank u, next"       | [ 131 ] |
| 10 stycznia     | Post Malone i Swae Lee       | "Sunflower"           | [ 133 ] |
| 17 stycznia     | Post Malone i Swae Lee       | "Sunflower"           | [ 133 ] |
| 24 stycznia     | Ariana Grande                | "7 rings"             | [ 134 ] |
| 31 stycznia     | Ariana Grande                | "7 rings"             | [ 134 ] |
| 7 lutego        | Ariana Grande                | "7 rings"             | [ 134 ] |
| 14 lutego       | Ariana Grande                | "7 rings"             | [ 134 ] |
| 21 lutego       | Ariana Grande                | "7 rings"             | [ 134 ] |
| 28 lutego       | Ariana Grande                | "7 rings"             | [ 134 ] |
| 7 marca         | Ariana Grande                | "7 rings"             | [ 134 ] |
| 14 marca        | Ariana Grande                | "7 rings"             | [ 134 ] |
| 21 marca        | Ariana Grande                | "7 rings"             | [ 134 ] |
| 28 marca        | Ariana Grande                | "7 rings"             | [ 134 ] |
| 4 kwietnia      | Billie Eilish                | "bad guy"             | [ 135 ] |
| 11 kwietnia     | Billie Eilish                | "bad guy"             | [ 135 ] |
| 18 kwietnia     | Billie Eilish                | "bad guy"             | [ 135 ] |
| 25 kwietnia     | Billie Eilish                | "bad guy"             | [ 135 ] |
| 2 maja          | Billie Eilish                | "bad guy"             | [ 135 ] |
| 9 maja          | Billie Eilish                | "bad guy"             | [ 135 ] |
| 16 maja         | Ed Sheeran, Justin Bieber    | "I Don’t Care"        | [ 136 ] |
| 23 maja         | Ed Sheeran, Justin Bieber    | "I Don’t Care"        | [ 136 ] |
| 30 maja         | Ed Sheeran, Justin Bieber    | "I Don’t Care"        | [ 136 ] |
| 6 czerwca       | Ed Sheeran, Justin Bieber    | "I Don’t Care"        | [ 136 ] |
| 13 czerwca      | Ed Sheeran, Justin Bieber    | "I Don’t Care"        | [ 136 ] |
| 20 czerwca      | Ed Sheeran, Justin Bieber    | "I Don’t Care"        | [ 136 ] |
| 27 czerwca      | Shawn Mendes, Camila Cabello | "Señorita"            | [ 137 ] |
| 4 lipca         | Shawn Mendes, Camila Cabello | "Señorita"            | [ 137 ] |
| 11 lipca        | Shawn Mendes, Camila Cabello | "Señorita"            | [ 137 ] |
| 18 lipca        | Shawn Mendes, Camila Cabello | "Señorita"            | [ 137 ] |
| 25 lipca        | Shawn Mendes, Camila Cabello | "Señorita"            | [ 137 ] |
| 1 sierpnia      | Shawn Mendes, Camila Cabello | "Señorita"            | [ 137 ] |
| 8 sierpnia      | Shawn Mendes, Camila Cabello | "Señorita"            | [ 137 ] |
| 15 sierpnia     | Shawn Mendes, Camila Cabello | "Señorita"            | [ 137 ] |
| 22 sierpnia     | Shawn Mendes, Camila Cabello | "Señorita"            | [ 137 ] |
| 29 sierpnia     | Shawn Mendes, Camila Cabello | "Señorita"            | [ 137 ] |
| 5 września      | Shawn Mendes, Camila Cabello | "Señorita"            | [ 137 ] |
| 12 września     | Post Malone                  | "Circles"             | [ 138 ] |
| 19 września     | Shawn Mendes, Camila Cabello | Señorita              | [ 137 ] |
| 26 września     | Shawn Mendes, Camila Cabello | Señorita              | [ 137 ] |
| 3 października  | Shawn Mendes, Camila Cabello | Señorita              | [ 137 ] |
| 10 października | Travis Scott                 | „HIGHEST IN THE ROOM” | [ 139 ] |
| 17 października | Tones and I                  | "Dance Monkey"        | [ 140 ] |
| 24 października | Tones and I                  | "Dance Monkey"        | [ 140 ] |
| 31 października | Selena Gomez                 | "Lose You to Love Me" | [ 141 ] |
| 7 listopada     | Tones and I                  | "Dance Monkey"        | [ 140 ] |
| 14 listopada    | Tones and I                  | "Dance Monkey"        | [ 140 ] |
| 21 listopada    | Tones and I                  | "Dance Monkey"        | [ 140 ] |
| 28 listopada    | Tones and I                  | "Dance Monkey"        | [ 140 ] |
| 5 grudnia       | Tones and I                  | "Dance Monkey"        | [ 140 ] |
| 12 grudnia      | Tones and I                  | "Dance Monkey"        | [ 140 ] |
| 19 grudnia      | Tones and I                  | "Dance Monkey"        | [ 140 ] |
| 26 grudnia      | Tones and I                  | "Dance Monkey"        | [ 140 ] |

#### 2020
| Data            | Wykonowca                     | Utwór                              | Źródło  |
| --------------- | ----------------------------- | ---------------------------------- | ------- |
| 2 stycznia      | Tones and I                   | "Dance Monkey"                     | [ 140 ] |
| 9 stycznia      | Tones and I                   | "Dance Monkey"                     | [ 140 ] |
| 16 stycznia     | Tones and I                   | "Dance Monkey"                     | [ 140 ] |
| 23 stycznia     | Tones and I                   | "Dance Monkey"                     | [ 140 ] |
| 30 stycznia     | Tones and I                   | "Dance Monkey"                     | [ 140 ] |
| 6 lutego        | Tones and I                   | "Dance Monkey"                     | [ 140 ] |
| 13 lutego       | Roddy Ricch                   | „The Box”                          | [ 142 ] |
| 20 lutego       | Tones and I                   | "Dance Monkey"                     | [ 140 ] |
| 27 lutego       | The Weeknd                    | "Blinding Lights"                  | [ 143 ] |
| 5 marca         | The Weeknd                    | "Blinding Lights"                  | [ 143 ] |
| 12 marca        | The Weeknd                    | "Blinding Lights"                  | [ 143 ] |
| 19 marca        | The Weeknd                    | "Blinding Lights"                  | [ 143 ] |
| 26 marca        | The Weeknd                    | "Blinding Lights"                  | [ 143 ] |
| 2 kwietnia      | The Weeknd                    | "Blinding Lights"                  | [ 143 ] |
| 9 kwietnia      | The Weeknd                    | "Blinding Lights"                  | [ 143 ] |
| 16 kwietnia     | The Weeknd                    | "Blinding Lights"                  | [ 143 ] |
| 23 kwietnia     | The Weeknd                    | "Blinding Lights"                  | [ 143 ] |
| 30 kwietnia     | THE SCOTTS                    | "THE SCOTTS"                       | [ 144 ] |
| 7 maja          | The Weeknd                    | "Blinding Lights"                  | [ 143 ] |
| 14 maja         | The Weeknd                    | "Blinding Lights"                  | [ 143 ] |
| 21 maja         | The Weeknd                    | "Blinding Lights"                  | [ 143 ] |
| 28 maja         | Lady Gaga i Ariana Grande     | "Rain on Me"                       | [ 145 ] |
| 4 czerwca       | DaBaby i Roddy Ricch          | „ROCKSTAR”                         | [ 146 ] |
| 11 czerwca      | DaBaby i Roddy Ricch          | „ROCKSTAR”                         | [ 146 ] |
| 18 czerwca      | The Weeknd                    | "Blinding Lights"                  | [ 143 ] |
| 25 czerwca      | DaBaby i Roddy Ricch          | „ROCKSTAR”                         | [ 146 ] |
| 2 lipca         | DaBaby i Roddy Ricch          | „ROCKSTAR”                         | [ 146 ] |
| 9 lipca         | DaBaby i Roddy Ricch          | „ROCKSTAR”                         | [ 146 ] |
| 16 lipca        | DaBaby i Roddy Ricch          | „ROCKSTAR”                         | [ 146 ] |
| 23 lipca        | DaBaby i Roddy Ricch          | „ROCKSTAR”                         | [ 146 ] |
| 30 lipca        | Taylor Swift                  | „cardigan”                         | [ 147 ] |
| 6 sierpnia      | Jawsh 685                     | „Savage Love (Laxed – Siren Beat)” | [ 148 ] |
| 13 sierpnia     | Jawsh 685                     | „Savage Love (Laxed – Siren Beat)” | [ 148 ] |
| 20 sierpnia     | Cardi B i Megan Thee Stallion | „WAP”                              | [ 149 ] |
| 27 sierpnia     | Cardi B i Megan Thee Stallion | „WAP”                              | [ 149 ] |
| 3 września      | Cardi B i Megan Thee Stallion | „WAP”                              | [ 149 ] |
| 10 września     | Cardi B i Megan Thee Stallion | „WAP”                              | [ 149 ] |
| 17 września     | Cardi B i Megan Thee Stallion | „WAP”                              | [ 149 ] |
| 24 września     | 24kGoldn                      | „Mood”                             | [ 150 ] |
| 1 października  | 24kGoldn                      | „Mood”                             | [ 150 ] |
| 8 października  | 24kGoldn                      | „Mood”                             | [ 150 ] |
| 15 października | 24kGoldn                      | „Mood”                             | [ 150 ] |
| 22 października | 24kGoldn                      | „Mood”                             | [ 150 ] |
| 29 października | Ariana Grande                 | "positions"                        | [ 151 ] |
| 5 listopada     | Ariana Grande                 | "positions"                        | [ 151 ] |
| 12 listopada    | Bad Bunny i Jhay Cortez       | „Dákiti”                           | [ 152 ] |
| 19 listopada    | Bad Bunny i Jhay Cortez       | „Dákiti”                           | [ 152 ] |
| 26 listopada    | Bad Bunny i Jhay Cortez       | „Dákiti”                           | [ 152 ] |
| 3 grudnia       | Bad Bunny i Jhay Cortez       | „Dákiti”                           | [ 152 ] |
| 10 grudnia      | Bad Bunny i Jhay Cortez       | „Dákiti”                           | [ 152 ] |
| 17 grudnia      | Bad Bunny i Jhay Cortez       | „Dákiti”                           | [ 152 ] |
| 24 grudnia      | Mariah Carey                  | „All I Want for Christmas Is You”  | [ 153 ] |
| 31 grudnia      | Bad Bunny i Jhay Cortez       | „Dákiti”                           | [ 154 ] |

#### 2021
| Data            | Wykonawca                            | Utwór                                                                  | Źródło  |
| --------------- | ------------------------------------ | ---------------------------------------------------------------------- | ------- |
| 7 stycznia      | Bad Bunny i Jhay Cortez              | „Dákiti”                                                               | [ 155 ] |
| 14 stycznia     | Olivia Rodrigo                       | „drivers license”                                                      | [ 156 ] |
| 21 stycznia     | Olivia Rodrigo                       | „drivers license”                                                      | [ 156 ] |
| 28 stycznia     | Olivia Rodrigo                       | „drivers license”                                                      | [ 156 ] |
| 4 lutego        | Olivia Rodrigo                       | „drivers license”                                                      | [ 156 ] |
| 11 lutego       | Olivia Rodrigo                       | „drivers license”                                                      | [ 156 ] |
| 18 lutego       | Olivia Rodrigo                       | „drivers license”                                                      | [ 156 ] |
| 25 lutego       | Olivia Rodrigo                       | „drivers license”                                                      | [ 156 ] |
| 4 marca         | Olivia Rodrigo                       | „drivers license”                                                      | [ 156 ] |
| 11 marca        | Olivia Rodrigo                       | „drivers license”                                                      | [ 156 ] |
| 18 marca        | Olivia Rodrigo                       | „drivers license”                                                      | [ 156 ] |
| 25 marca        | Justin Bieber, Daniel Caesar, Giveon | „Peaches”                                                              | [ 157 ] |
| 1 kwietnia      | Justin Bieber, Daniel Caesar, Giveon | „Peaches”                                                              | [ 157 ] |
| 8 kwietnia      | Justin Bieber, Daniel Caesar, Giveon | „Peaches”                                                              | [ 157 ] |
| 15 kwietnia     | Lil Nas X                            | „MONTERO (Call Me By Your Name)”                                       | [ 158 ] |
| 22 kwietnia     | Lil Nas X                            | „MONTERO (Call Me By Your Name)”                                       | [ 158 ] |
| 29 kwietnia     | Lil Nas X                            | „MONTERO (Call Me By Your Name)”                                       | [ 158 ] |
| 6 maja          | Lil Nas X                            | „MONTERO (Call Me By Your Name)”                                       | [ 158 ] |
| 13 maja         | Lil Nas X                            | „MONTERO (Call Me By Your Name)”                                       | [ 158 ] |
| 20 maja         | Olivia Rodrigo                       | „good 4 u”                                                             | [ 159 ] |
| 27 maja         | Olivia Rodrigo                       | „good 4 u”                                                             | [ 159 ] |
| 3 czerwca       | Olivia Rodrigo                       | „good 4 u”                                                             | [ 159 ] |
| 10 czerwca      | Olivia Rodrigo                       | „good 4 u”                                                             | [ 159 ] |
| 17 czerwca      | Olivia Rodrigo                       | „good 4 u”                                                             | [ 159 ] |
| 24 czerwca      | Olivia Rodrigo                       | „good 4 u”                                                             | [ 159 ] |
| 1 lipca         | Olivia Rodrigo                       | „good 4 u”                                                             | [ 159 ] |
| 8 lipca         | Måneskin                             | "Beggin"                                                               | [ 160 ] |
| 15 lipca        | Måneskin                             | "Beggin"                                                               | [ 160 ] |
| 22 lipca        | Lil Nas X, Jack Harlow               | "INDUSTRY BABY"                                                        | [ 160 ] |
| 29 lipca        | Lil Nas X, Jack Harlow               | "INDUSTRY BABY"                                                        | [ 160 ] |
| 5 sierpnia      | The Kid Laroi, Justin Bieber         | „STAY”                                                                 | [ 161 ] |
| 12 sierpnia     | The Kid Laroi, Justin Bieber         | „STAY”                                                                 | [ 161 ] |
| 19 sierpnia     | The Kid Laroi, Justin Bieber         | „STAY”                                                                 | [ 161 ] |
| 26 sierpnia     | The Kid Laroi, Justin Bieber         | „STAY”                                                                 | [ 161 ] |
| 2 września      | The Kid Laroi, Justin Bieber         | „STAY”                                                                 | [ 161 ] |
| 9 września      | The Kid Laroi, Justin Bieber         | „STAY”                                                                 | [ 161 ] |
| 16 września     | The Kid Laroi, Justin Bieber         | „STAY”                                                                 | [ 161 ] |
| 23 września     | The Kid Laroi, Justin Bieber         | „STAY”                                                                 | [ 161 ] |
| 30 września     | The Kid Laroi, Justin Bieber         | „STAY”                                                                 | [ 161 ] |
| 7 października  | The Kid Laroi, Justin Bieber         | „STAY”                                                                 | [ 161 ] |
| 14 października | The Kid Laroi, Justin Bieber         | „STAY”                                                                 | [ 161 ] |
| 21 października | Adele                                | „Easy On Me”                                                           | [ 162 ] |
| 28 października | Adele                                | „Easy On Me”                                                           | [ 162 ] |
| 4 listopada     | Adele                                | „Easy On Me”                                                           | [ 162 ] |
| 11 listopada    | Adele                                | „Easy On Me”                                                           | [ 162 ] |
| 18 listopada    | Taylor Swift                         | „All Too Well (10 Minute Version) (Taylor’s Version) (From The Vault)” | [ 163 ] |
| 25 listopada    | Adele                                | „Easy On Me”                                                           | [ 162 ] |
| 2 grudnia       | Adele                                | „Easy On Me”                                                           | [ 162 ] |
| 9 grudnia       | Adele                                | „Easy On Me”                                                           | [ 162 ] |
| 16 grudnia      | GAYLE                                | "abcdefu"                                                              | [ 164 ] |
| 23 grudnia      | Mariah Carey                         | "All I Want for Christmas Is You"                                      | [ 165 ] |
| 30 grudnia      | Mariah Carey                         | "All I Want for Christmas Is You"                                      | [ 165 ] |

† oznacza piosenkę wydaną w danym roku, z największą ilością odtworzeń.

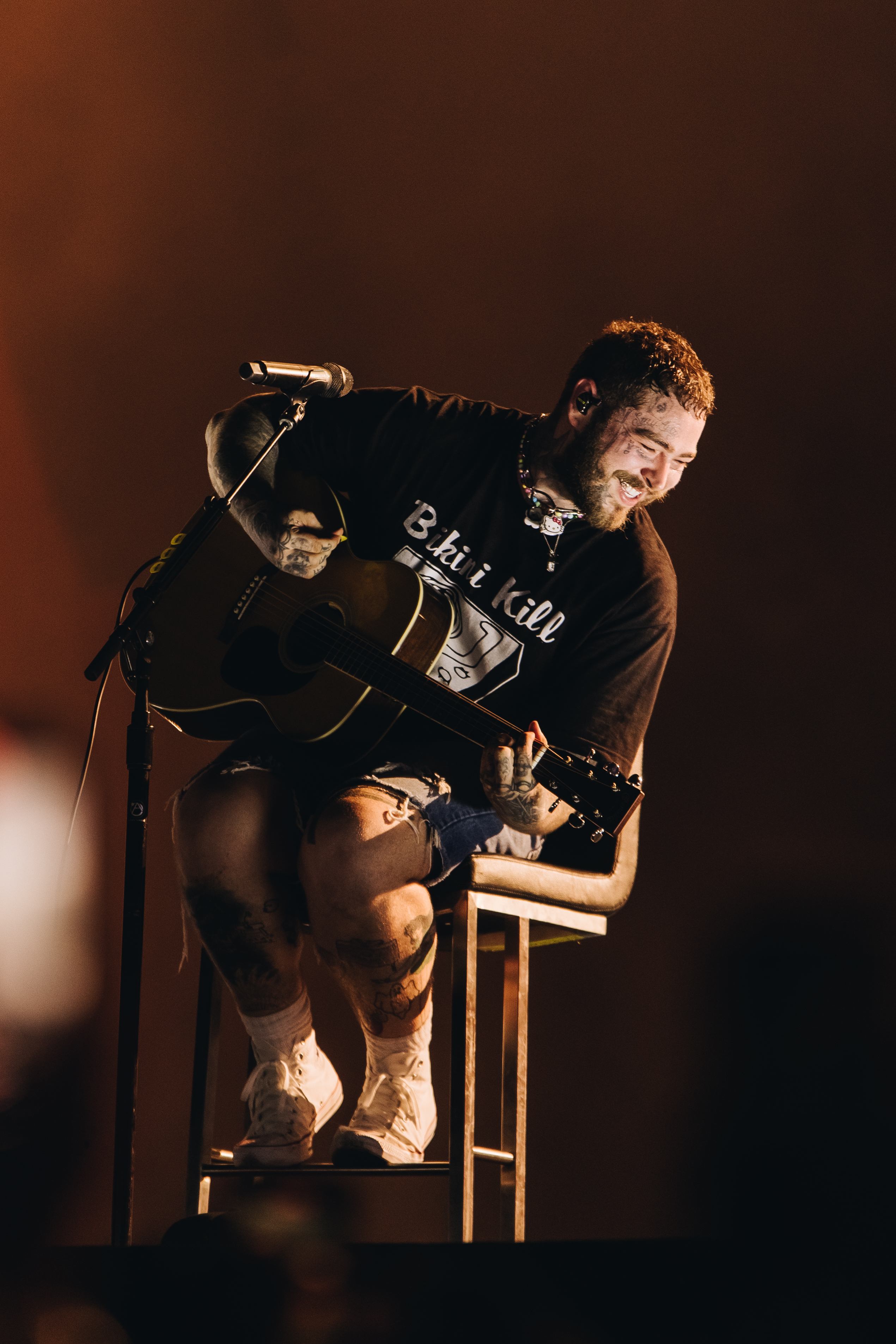
„rockstar” od Post Malone to jedyna piosenka która znajdowała się na szczycie Spotify przez 17 tygodni.

1. 1 2  Take Me to Church jest najczęściej odtwarzaną piosenką wydaną w 2013 roku.
2. ↑  Brak danych od 22 marca.
3. ↑  One Dance jest pierwszą piosenką która przekroczyła próg miliarda odtworzeń.
4. 1 2 3  Rockstar oraz Dance Monkey są rekordzistami pod względem tygodni na pierwszym miejscu (17).
5. ↑  Sad! awansowało o 45 pozycji po śmierci XXXTentaciona 18 czerwca 2018 roku.
6. ↑  Nonstop jest jedną z 11 piosenek Drake’a na pierwszych 12 pozycjach, po wydaniu albumu Scorpion.
7. ↑  Gdyby zsumować ze sobą odtworzenia piosenki Old Town Road oraz jej remiksu z Billym Rayem Cyrusem, utwór ten byłby na pierwszym miejscu przez łącznie 10 tygodni.
8. 1 2  Señorita jest rekordzistą pod względem średniej tygodniowej liczby odtworzeń, będąc na pierwszym miejscu (56,9 miliona).
9. ↑  Dance Monkey są rekordzistą pod względem dni na pierwszym miejscu (120).
10. 1 2  Easy On Me jest rekordzistą pod względem ilości odtworzeń w ciągu jednego dnia (19,7 miliona).
11. 1 2  Easy On Me jest rekordzistą pod względem ilości odtworzeń w ciągu jednego tygodnia (84,9 miliona).

### Najczęściej streamowane utwory jednego dnia.
Lista obejmuje 25 utworów, które nabiły największą liczbę streamów w jeden dzień.
Stan 23 stycznia 2023 roku.
| Pozycja | Utwór                                      | Liczba odtworzeń | Wykonawca                   | Album                              | Data osiągnięcia     |
| ------- | ------------------------------------------ | ---------------- | --------------------------- | ---------------------------------- | -------------------- |
| 1       | "All I Want for Christmas Is You"          | 21 273 357       | Mariah Carey                | Merry Christmas                    | 24 grudnia 2022      |
| 2       | „Easy On Me”                               | 19 749 704       | Adele                       | 30                                 | 14 października 2021 |
| 3       | „Last Christmas”                           | 19 079 817       | Wham!                       | singiel                            | 24 grudnia 2022      |
| 4       | "Flowers"                                  | 18 424 325       | Miley Cyrus                 | singiel                            | 20 stycznia 2023     |
| 5       | "Anti-Hero"                                | 17 390 253       | Taylor Swift                | Midnights                          | 21 października 2022 |
| 6       | "Rockin’ Around the Christmas Tree"        | 17 283 100       | Brenda Lee                  | Merry Christmas From Brenda Lee    | 24 grudnia 2022      |
| 7       | "Lavender Haze"                            | 16 419 161       | Taylor Swift                | Midnights                          | 21 października 2022 |
| 8       | "As It Was"                                | 16 103 849       | Harry Styles                | Harry’s House                      | 1 kwietnia 2022      |
| 9       | "Jingle Bell Rock"                         | 15 945 428       | Bobby Helms                 | singiel                            | 24 grudnia 2022      |
| 10      | "Snow On The Beach"                        | 15 030 183       | Taylor Swift i Lana Del Rey | Midnights                          | 21 października 2022 |
| 11      | "It's Beginning to a Lot Like Christmas"   | 14 790 986       | Michael Buble               | Christmas (Deluxe Special Edition) | 24 grudnia 2022      |
| 12      | "Maroon"                                   | 14 422 463       | Taylor Swift                | Midnights                          | 21 października 2022 |
| 13      | "Shakira: Bzrp Music Sessions, Vol. 53"    | 14 393 342       | Bizarrap i Shakira          | singiel                            | 13 stycznia 2023     |
| 14      | „drivers license”                          | 13 714 177       | Olivia Rodrigo              | SOUR                               | 15 stycznia 2021     |
| 15      | "You're On Your Own, Kid"                  | 12 842 734       | Taylor Swift                | Midnights                          | 21 października 2022 |
| 16      | "It’s the Most Wonderful Time of the Year" | 12 735 562       | Andy Williams               | The Andy Williams Christmas Album  | 24 grudnia 2022      |
| 17      | „good 4 u”                                 | 12 586 645       | Olivia Rodrigo              | SOUR                               | 25 maja 2021         |
| 18      | "Midnight Rain"                            | 12 578 139       | Taylor Swift                | Midnights                          | 21 października 2022 |
| 19      | „Santa Tell Me”                            | 12 444 859       | Ariana Grande               | singiel                            | 24 grudnia 2022      |
| 20      | „Girls Wants Girls”                        | 12 384 750       | Drake i Lil Baby            | Certified Lover Boy                | 3 września 2021      |
| 21      | "Feliz Navidad"                            | 12 247 444       | José Feliciano              | The Definite Best                  | 24 grudnia 2022      |
| 22      | "Let It Snow! Let It Snow! Let It Snow!"   | 11 927 816       | Dean Martin                 | A Winter Romance                   | 24 grudnia 2022      |
| 23      | "Vigilante Shit"                           | 11 875 754       | Taylor Swift                | Midnights                          | 21 października 2022 |
| 24      | „Champagne Poetry”                         | 11 696 783       | Drake                       | Certified Lover Boy                | 3 września 2021      |
| 25      | „Fair Trade”                               | 11 642 541       | Drake i Travis Scott        | Certified Lover Boy                | 3 września 2021      |

### Najczęściej odtwarzane utwory w jednym tygodniu.
Stan na 1 lutego 2023 roku.
| Pozycja | Utwór                             | Liczba odtworzeń | Wykonawca                     | Album                 | Data osiągnięcia     |
| ------- | --------------------------------- | ---------------- | ----------------------------- | --------------------- | -------------------- |
| 1       | "Flowers"                         | 115 156 896      | Miley Cyrus                   | singiel               | 26 stycznia 2023     |
| 2       | „Easy On Me”                      | 84 952 932       | Adele                         | 30                    | 21 października 2021 |
| 3       | „good 4 u”                        | 84 131 760       | Olivia Rodrigo                | SOUR                  | 27 maja 2021         |
| 4       | "Anti-Hero"                       | 82 935 273       | Taylor Swift                  | Midnights             | 27 października 2022 |
| 5       | „drivers license”                 | 80 764 045       | Olivia Rodrigo                | SOUR                  | 14 stycznia 2021     |
| 6       | "As It Was"                       | 78 460 903       | Harry Styles                  | Harry’s House         | 7 kwietnia 2022      |
| 7       | „7 Rings”                         | 71 467 874       | Ariana Grande                 | Thank U, Next         | 24 stycznia 2019     |
| 8       | „STAY”                            | 70 502 410       | The Kid Laroi, Justin Bieber  | F*CK LOVE 3: OVER YOU | 26 sierpnia 2021     |
| 9       | „In My Feelings”                  | 67 499 798       | Drake                         | Scorpion              | 19 lipca 2018        |
| 10      | „Señorita”                        | 67 237 638       | Shawn Mendes i Camila Cabello | Shawn Mendes          | 11 lipca 2019        |
| 11      | „Shape of You”                    | 64 217 796       | Ed Sheeran                    | ÷                     | 9 marca 2017         |
| 12      | "Lavender Haze"                   | 60 944 332       | Taylor Swift                  | Midnights             | 27 października 2022 |
| 13      | "All I Want for Christmas Is You" | 57 651 756       | Mariah Carey                  | Merry Christmas       | 29 grudnia 2022      |
| 14      | "Snow On The Beach"               | 57 484 997       | Taylor Swift i Lana Del Rey   | Midnights             | 27 października 2022 |
| 15      | "Unholy"                          | 52 014 632       | Sam Smith i Kim Petras        | Gloria                | 20 października 2022 |

## Top 25 albumów naSpotify
Stan na 31 maja 2024 roku.
| Pozycja | Wykonawca      | Album                                    | Liczba streamów (w miliardach) | Data wydania albumu  |
| ------- | -------------- | ---------------------------------------- | ------------------------------ | -------------------- |
| 1       | Bad Bunny      | Un verano sin ti                         | 16,57                          | 6 maja 2022          |
| 2       | Ed Sheeran     | ÷                                        | 14,83                          | 3 marca 2017         |
| 3       | The Weeknd     | Starboy                                  | 14,18                          | 25 listopada 2016    |
| 4       | Post Malone    | Hollywood’s Bleeding                     | 12,71                          | 6 września 2019      |
| 5       | Olivia Rodrigo | SOUR                                     | 12.40                          | 21 maja 2021         |
| 6       | The Weeknd     | After Hours (Deluxe)                     | 12,38                          | 20 marca 2020        |
| 7       | Dua Lipa       | Dua Lipa                                 | 12,34                          | 2 czerwca 2017       |
| 8       | Dua Lipa       | Future Nostalgia (The Moonlight Edition) | 12,30                          | 11 lutego 2021       |
| 9       | Post Malone    | Beerbongs & Bentleys                     | 11,77                          | 27 kwietnia 2018     |
| 10      | Billie Eilish  | WHEN WE ALL FALL ASLEEP, WHERE DO WE GO? | 11,00                          | 29 marca 2019        |
| 11      | XXXTentacion   | ? (Deluxe)                               | 10,75                          | 6 września 2019      |
| 12      | Ed Sheeran     | X                                        | 10,66                          | 20 czerwca 2014      |
| 13      | Taylor Swift   | Lover                                    | 10,33                          | 23 sierpnia 2019     |
| 14      | Justin Bieber  | Purpose                                  | 10,16                          | 13 listopada 2015    |
| 15      | Drake          | Scorpion                                 | 10,10                          | 29 czerwca 2018      |
| 16      | Bad Bunny      | YHLQMDLG                                 | 9,80                           | 29 lutego 2020       |
| 17      | Drake          | Views                                    | 9,63                           | 29 kwietnia 2016     |
| 18      | Billie Eilish  | dont smile at me                         | 9,40                           | 11 sierpnia 2017     |
| 19      | Artic Monkeys  | AM                                       | 9,39                           | 9 września 2013      |
| 20      | The Weeknd     | Beauty Behind The Madness                | 9,34                           | 28 sierpnia 2015     |
| 21      | Harry Styles   | Fine Line                                | 9,28                           | 13 grudnia 2019      |
| 22      | Juice WRLD     | Goodbye & Good Riddance                  | 9,05                           | 10 grudnia 2018      |
| 23      | Taylor Swift   | Midnights                                | 9,007                          | 21 października 2022 |
| 24      | Post Malone    | Stoney (Complete Edition)                | 9,005                          | 9 grudnia 2016       |
| 25      | Travis Scott   | ASTROWORLD                               | 8,87                           | 3 sierpnia 2018      |

### Najczęściej odtwarzane albumy jednego dnia.
Stan na 14 stycznia 2023 roku.
| Pozycja | Album                         | Wykonawca         | Liczba streamów | Data wydania albumu  |
| ------- | ----------------------------- | ----------------- | --------------- | -------------------- |
| 1       | Midnights                     | Taylor Swift      | 186             | 21 października 2022 |
| 2       | Certified Lover Boy           | Drake             | 155             | 3 września 2021      |
| 3       | Un verano sin ti              | Bad Bunny         | 146,4           | 6 maja 2022          |
| 4       | Scorpion                      | Drake             | 132             | 29 czerwca 2018      |
| 5       | Mr. Morale & The Big Steppers | Kendrick Lamar    | 99,9            | 13 maja 2022         |
| 6       | Harry’s House                 | Harry Styles      | 98,4            | 20 maja 2022         |
| 7       | Her Loss                      | Drake i 21 Savage | 97              | 4 listopada 2022     |
| 8       | Donda                         | Kanye West        | 95              | 29 sierpnia 2021     |
| 9       | Red (Taylor’s Version)        | Taylor Swift      | 90,8            | 12 listopada 2021    |
| 10      | folklore                      | Taylor Swift      | 80,6            | 24 lipca 2020        |
| 11      | Beerbongs & Bentleys          | Post Malone       | 78,7            | 27 kwietnia 2018     |
| 12      | El Último Tour Del Mundo      | Bad Bunny         | 74,8            | 27 listopada 2020    |
| 13      | Legends Never Die             | Juice Wrld        | 74,6            | 10 lipca 2020        |
| 14      | Hollywood’s Bleeding          | Post Malone       | 74              | 6 września 2019      |
| 15      | Thank U, Next                 | Ariana Grande     | 70              | 8 lutego 2019        |
| 16      | SOS                           | SZA               | 67,9            | 9 grudnia 2022       |
| 17      | evermore                      | Taylor Swift      | 66,3            | 11 grudnia 2020      |

## Rekordy i osiągnięcia artystów

### Najpopularniejsi artyści (według obserwujących).
Stan na 24 sierpnia 2022 roku.
| Pozycja | Wykonawca         | Liczba obserwujących | Kraj pochodzenia artysty | Źródło  |
| ------- | ----------------- | -------------------- | ------------------------ | ------- |
| 1       | Ed Sheeran        | 101 680 949          | Wielka Brytania          | [ 169 ] |
| 2       | Ariana Grande     | 82 655 559           | Stany Zjednoczone        | [ 170 ] |
| 3       | Billie Eilish     | 68 372 417           | Stany Zjednoczone        | [ 171 ] |
| 4       | Drake             | 66 570 347           | Kanada                   | [ 172 ] |
| 5       | Justin Bieber     | 64 854 327           | Kanada                   | [ 173 ] |
| 6       | Eminem            | 58 686 289           | Stany Zjednoczone        | [ 174 ] |
| 7       | Taylor Swift      | 57 354 882           | Stany Zjednoczone        | [ 175 ] |
| 8       | Arijit Singh      | 55 747 617           | Indie                    | [ 176 ] |
| 9       | Bad Bunny         | 54 007 458           | Portoryko                | [ 177 ] |
| 10      | BTS               | 53 958 684           | Korea Południowa         | [ 178 ] |
| 11      | Rihanna           | 49 900 288           | Barbados                 | [ 179 ] |
| 12      | The Weeknd        | 49 121 717           | Kanada                   | [ 180 ] |
| 13      | Queen             | 43 027 488           | Wielka Brytania          | [ 181 ] |
| 14      | Bruno Mars        | 42 630 485           | Stany Zjednoczone        | [ 182 ] |
| 15      | Imagine Dragons   | 42 078 192           | Stany Zjednoczone        | [ 183 ] |
| 16      | Adele             | 41 565 964           | Wielka Brytania          | [ 184 ] |
| 17      | Shawn Mendes      | 39 037 689           | Kanada                   | [ 185 ] |
| 18      | XXXTentacion      | 38 134 103           | Stany Zjednoczone        | [ 186 ] |
| 19      | Post Malone       | 37 921 865           | Stany Zjednoczone        | [ 187 ] |
| 20      | Coldplay          | 37 747 300           | Wielka Brytania          | [ 188 ] |
| 21      | Maroon 5          | 37 534 331           | Stany Zjednoczone        | [ 189 ] |
| 22      | Selena Gomez      | 37 026 540           | Stany Zjednoczone        | [ 190 ] |
| 23      | Neha Kakkar       | 36 960 236           | Indie                    | [ 191 ] |
| 24      | Dua Lipa          | 35 887 481           | Wielka Brytania          | [ 192 ] |
| 25      | J Balvin          | 34 959 668           | Kolumbia                 | [ 193 ] |
| 26      | Alan Walker       | 34 693 325           | Norwegia                 | [ 194 ] |
| 27      | Marshmello        | 34 196 466           | Stany Zjednoczone        | [ 195 ] |
| 28      | Ozuna             | 33 173 178           | Portoryko                | [ 196 ] |
| 29      | Beyoncé           | 32 147 219           | Stany Zjednoczone        | [ 197 ] |
| 30      | Maluma            | 31 933 987           | Kolumbia                 | [ 198 ] |
| 31      | Blackpink         | 31 880 729           | Korea Południowa         | [ 199 ] |
| 32      | Daddy Yankee      | 29 178 625           | Portoryko                | [ 200 ] |
| 33      | Camila Cabello    | 27 809 632           | Kuba                     | [ 201 ] |
| 34      | Karol G           | 27 636 875           | Kolumbia                 | [ 202 ] |
| 35      | One Direction     | 27 050 302           | Wielka Brytania          | [ 203 ] |
| 36      | Nicki Minaj       | 25 953 301           | Trynidad i Tobago        | [ 204 ] |
| 37      | Marília Mendonça  | 25 949 450           | Brazylia                 | [ 205 ] |
| 38      | Guns N’ Roses     | 25 540 839           | Stany Zjednoczone        | [ 206 ] |
| 39      | Juice Wrld        | 25 358 051           | Stany Zjednoczone        | [ 207 ] |
| 40      | David Guetta      | 24 697 807           | Francja                  | [ 208 ] |
| 41      | Shakira           | 24 602 344           | Kolumbia                 | [ 209 ] |
| 42      | AC/DC             | 24 259 773           | Australia                | [ 210 ] |
| 43      | Sia               | 24 246 104           | Australia                | [ 211 ] |
| 44      | Michael Jackson   | 23 851 809           | Stany Zjednoczone        | [ 212 ] |
| 45      | The Beatles       | 23 431 387           | Wielka Brytania          | [ 213 ] |
| 46      | Anuel AA          | 23 339 835           | Portoryko                | [ 214 ] |
| 47      | Demi Lovato       | 23 065 111           | Stany Zjednoczone        | [ 215 ] |
| 48      | Lady Gaga         | 23 019 809           | Stany Zjednoczone        | [ 216 ] |
| 49      | Calvin Harris     | 22 994 759           | Wielka Brytania          | [ 217 ] |
| 50      | Twenty One Pilots | 22 926 773           | Stany Zjednoczone        | [ 218 ] |

## Spotify w Polsce

### Najpopularniejsi polscy artyści (według liczby obserwujących).
Stan na 17 lipca 2025 roku. Bez uwzględniania Fryderyka Chopina (3 517 580 obserwujących).
| Pozycja | Wykonawca       | Liczba obserwujących | Źródło  |
| ------- | --------------- | -------------------- | ------- |
| 1       | Sanah           | 3 075 690            | [ 220 ] |
| 2       | Dawid Podsiadło | 2 318 084            | [ 221 ] |
| 3       | Mata            | 2 269 114            | [ 222 ] |
| 4       | Taco Hemingway  | 1 748 649            | 4       |
| 5       | Bedoes          | 1 657 021            | [ 224 ] |
| 6       | Kizo            | 1 479 144            | [ 225 ] |
| 7       | White 2115      | 1 463 908            | [ 226 ] |
| 8       | Quebonafide     | 1 376 734            | [ 227 ] |
| 9       | Malik Montana   | 1 333 157            | [ 228 ] |
| 10      | Oki             | 1 169 589            | [ 229 ] |

### Top 50 polskich utworów na Spotify (streamy).
Stan na 17 lipca 2025 roku. Bez uwzględniania twórczości Fryderyka Chopina.
| Miejsce | Utwór                                            | Wykonawca                                     | Album                              | Liczba odtworzeń | Data wydania         |
| ------- | ------------------------------------------------ | --------------------------------------------- | ---------------------------------- | ---------------- | -------------------- |
| 1       | „California”                                     | White 2115                                    | Rockstar                           | 125 183 671      | 15 czerwca 2018      |
| 2       | „Kiss cam”                                       | Mata                                          | Młody Matczak                      | 117 725 531      | 21 czerwca 2021      |
| 3       | „BLUEBERRY”                                      | Guzior                                        | Pleśń                              | 115 055 273      | 24 listopada 2020    |
| 4       | „FALA”                                           | Guzior                                        | Pleśń                              | 98 237 276       | 27 października 2020 |
| 5       | „I Ciebie też, bardzo”                           | Daria Zawiałow, Dawid Podsiadło, Vito Bambino | Męskie Granie 2021                 | 94 129 136       | 30 czerwca 2021      |
| 6       | „Szafir”                                         | Mata                                          | Młody Matczak                      | 91 129 387       | 21 czerwca 2021      |
| 7       | „Schodki”                                        | Mata                                          | 100 dni do matury                  | 90 010 013       | 4 lipca 2019         |
| 8       | „Disney”                                         | Kizo                                          | Jeszcze 5 minut                    | 89 649 128       | 24 czerwca 2021      |
| 9       | „BUBBLETEA”                                      | Quebonafide, Daria Zawiałow,                  | ROMANTIC PSYCHO                    | 87 955 839       | 1 kwietnia 2020      |
| 10      | „Język ciała”                                    | Tymek i Big Scythe                            | Klubowe                            | 86 762 602       | 9 października 2018  |
| 11      | „Duże oczy”                                      | Smolasty, francis, Pedro, Tribbs              | Almost Goat                        | 85 739 704       | 5 sierpnia 2021      |
| 12      | „Billy Kid”                                      | ReTo i Kubi Producent                         | W samo południe                    | 85 089 911       | 9 lipca 2020         |
| 13      | „Impreza”                                        | Sobel                                         | singiel                            | 85 033 843       | 23 listopada 2019    |
| 14      | „Tamagotchi”                                     | Taconafide                                    | Soma 0,5 mg                        | 82 555 332       | 22 marca 2018        |
| 15      | „Małomiasteczkowy”                               | Dawid Podsiadło                               | Małomiasteczkowy                   | 77 289 987       | 6 czerwca 2018       |
| 16      | „Szmata”                                         | Mata                                          | Młody Matczak                      | 76 415 409       | 27 września 2021     |
| 17      | „Ale jazz”                                       | Sanah i Vito Bambino                          | Irenka                             | 76 334 179       | 11 stycznia 2021     |
| 18      | „Rainman”                                        | Tymek, Tede, Trill Pem                        | FIT                                | 74 485 028       | 29 maja 2019         |
| 19      | „Lawenda”                                        | SB Maffija                                    | Hotel Maffija 2                    | 74 189 255       | 18 stycznia 2022     |
| 20      | „Fiołkowe Pole”                                  | Sobel                                         | Pułapka Na Motyle                  | 72 279 288       | 13 kwietnia 2021     |
| 21      | „Złote tarasy”                                   | Mr. Polska, Abel de Jong                      | singiel                            | 72 236 979       | 8 kwietnia 2022      |
| 22      | „Bestia”                                         | Young Igi                                     | Konfetti                           | 71 740 265       | 21 września 2018     |
| 23      | „hot coffee”                                     | Schafter                                      | Audiotele                          | 70 258 082       | 24 maja 2019         |
| 24      | „Mogę Dziś Umierać”                              | White 2115                                    | Młody Książę                       | 69 506 535       | 23 czerwca 2019      |
| 25      | „Ona by tak chciała”                             | Ronnie Ferrari                                | singiel                            | 69 334 544       | 21 lipca 2019        |
| 26      | „Cześć, jak się masz?”                           | Sobel, Sanah                                  | Pułapka na motyle (Deluxe Edition) | 67 917 565       | 11 października 2021 |
| 27      | „Początek”                                       | Dawid Podsiadło, Kortez, Krzysztof Zalewski   | Męskie Granie 2018                 | 67 151 532       | 22 maja 2018         |
| 28      | „Bandyta”                                        | Sobel                                         | Pułapka Na Motyle                  | 66 364 695       | 30 marca 2021        |
| 29      | „W piątki leżę w wannie”                         | Taco Hemingway, Dawid Podsiadło               | Pocztówka z WWA, lato ’19          | 66 189 070       | 23 lipca 2019        |
| 30      | „Jesteś ładniejsza niż na zdjęciach (na zawsze)” | Bedoes i Lanek                                | Opowieści z Doliny Smoków          | 65 570 193       | 17 października 2019 |
| 31      | „Poza kontrolą”                                  | Tymek                                         | Klubowe                            | 65 094 277       | 7 lutego 2019        |
| 32      | „8 kobiet – Remix”                               | Taconafide, Bedoes                            | 0,25 mg                            | 65 024 130       | 13 kwietnia 2018     |
| 33      | „Chłopaki nie płaczą”                            | Bedoes, Kubi Producent, Taco Hemingway        | Kwiat polskiej młodzieży           | 64 917 677       | 30 listopada 2018    |
| 34      | „Szampan”                                        | Sanah                                         | Królowa dram                       | 64 759 008       | 3 stycznia 2020      |
| 35      | „Jetlag”                                         | Malik Montana                                 | singiel                            | 64 299 620       | 5 lutego 2022        |
| 36      | „GOMBAO 33"                                      | Mata                                          | 100 dni do matury                  | 63 995 860       | 18 stycznia 2020     |
| 37      | „Gdzie jest biały węgorz? (Zejście)”             | Cypis                                         | Narkotyki są nielegalne            | 63 866 567       | 3 listopada 2015     |
| 38      | „Patoreakcja”                                    | Mata                                          | Młody Matczak                      | 63 629 025       | 30 marca 2021        |
| 39      | „Vogue”                                          | Bedoes i Lanek                                | Opowieści z Doliny Smoków          | 63 575 328       | 29 listopada 2019    |
| 40      | „Papuga”                                         | Mata, Quebonafide, Malik Montana              | Młody Matczak                      | 62 602 464       | 31 sierpnia 2021     |
| 41      | „100 dni do matury”                              | Mata                                          | 100 dni do matury                  | 62 452 693       | 18 stycznia 2020     |
| 42      | „Testarossa”                                     | Wiatr, be vis, Sobel                          | Koktajl Mixtape                    | 62 427 355       | 11 sierpnia 2020     |
| 43      | „Będzie lepiej”                                  | Tymek i MIYO                                  | MIYO                               | 59 400 416       | 11 sierpnia 2019     |
| 44      | „Niemand”                                        | Mr. Polska i Ronnie Flex                      | singiel                            | 58 422 076       | 18 sierpnia 2015     |
| 45      | „Polskie Tango”                                  | Taco Hemingway                                | Jarmark                            | 57 957 754       | 10 lipca 2020        |
| 46      | „Surfer”                                         | be vis                                        | Duch Czasu                         | 55 630 397       | 17 maja 2018         |
| 47      | „etc.(na disco)”                                 | Sanah                                         | Irenka                             | 55 345 632       | 30 kwietnia 2021     |
| 48      | „ten Stan”                                       | sanah                                         | Irenka                             | 54 637 129       | 30 kwietnia 2021     |
| 49      | „Trofea”                                         | Dawid Podsiadło                               | Małomiasteczkowy                   | 52 332 877       | 23 maja 2019         |
| 50      | „Cool Me Down”                                   | Margaret                                      | singiel                            | 46 863 097       | 19 lutego 2016       |